# Karl Åge Søltoft
Karl Åge Søltoft født 1949 er en tidligere dansk atlet medlem i Herlufsholm Gymnastikforening.
Karl Åge Søltoft begyndte at løbe som 15 årig. Han var tre gange dansk mester; to gange på 3000 meter forhindring og en gang på 10.000 meter. Han deltog i forhindringsløbet ved EM i Rom 1974, men kom ikke i mål. Vinder af DAFs Vinterturnering 1977/1978. Efter den aktive karriere har han været landstræner og klubtræner.
Karl-Åge Søltoft er i dag leder ved Ringsted Sportcenter.

## Internationale mesterskaber
- 1974 EM 3000 meter forhindring kom ikke i mål

## Danske mesterskaber
- Bronze 1977 10.000 meter 30:24.7
- Guld 1976 10.000 meter 30:06.0
- Sølv 1975 5000 meter 14:32.6
- Sølv 1975 3000 meter forhindring 8:58.4
- Guld 1974 3000 meter forhindring 9:02.6
- Bronze 1974 5000 meter 14:14.2
- Guld 1973 3000 meter forhindring 8:54.4
- Sølv 1973 5000 meter 14:35.0
- Sølv 1972 3000 meter forhindring 8:52.4
- Sølv 1971 3000 meter forhindring 9:00.6
- Bronze 1971 5000 meter 14:44.4
- Sølv 1970 3000 meter forhindring 9:14.2

## Eksterna henvisningaer
- DAF i tal – Karl Åge Søltoft Arkiveret 7. juni 2007 hos  Wayback Machine

| Atletikudøver | Spire Denne biografi om en dansk atletikudøver er en spire som bør udbygges. Du er velkommen til at hjælpe Wikipedia ved at udvide den. |